# بولوچ‌آلان (دینار)
بولوچ‌آلان (به ترکی استانبولی: Bülüçalan) یک منطقهٔ مسکونی در ترکیه است که در دینار (شهر) واقع شده‌است.